# Romániai magyar művészettörténet

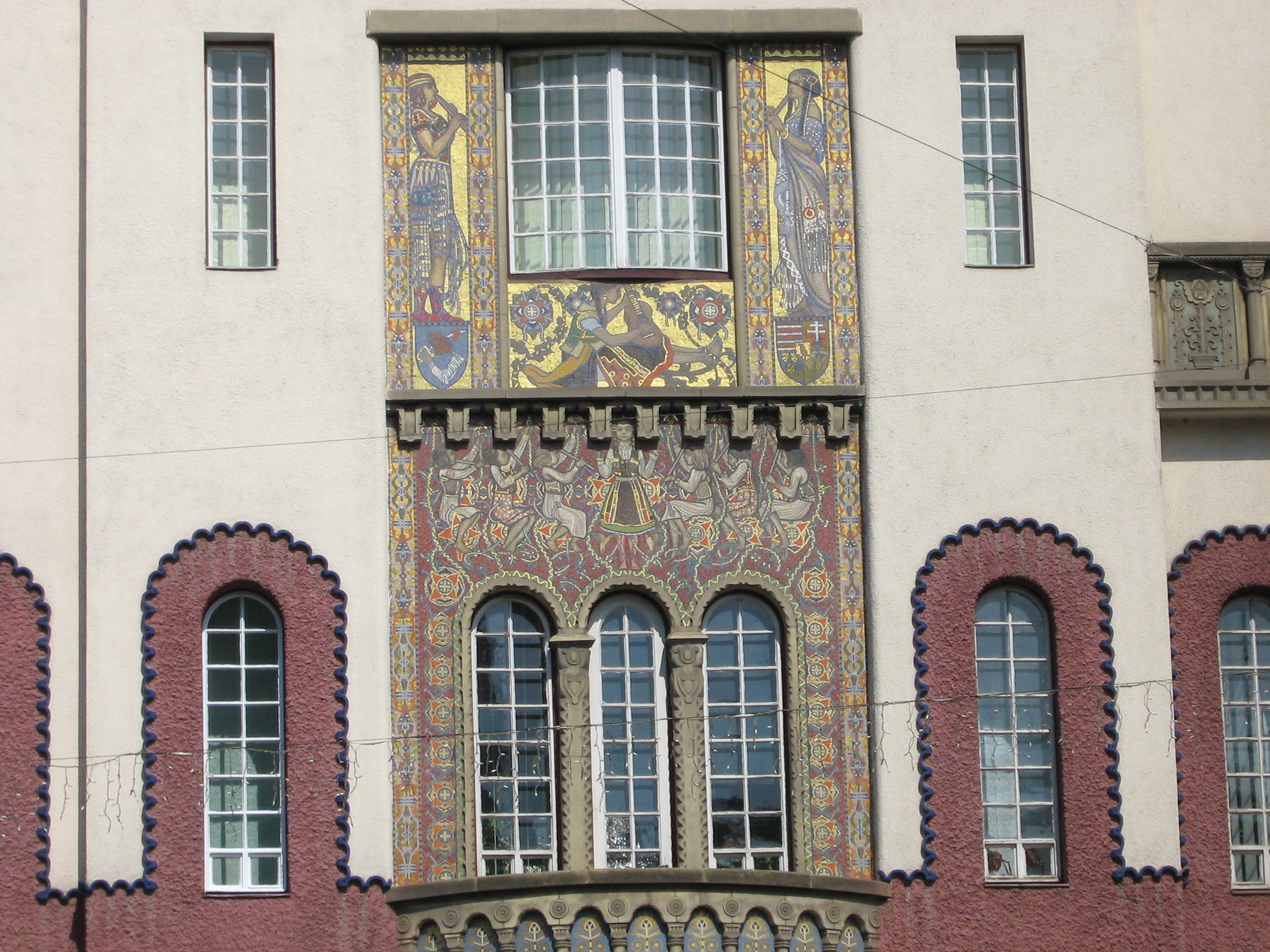
Kultúrpalota szecessziós stílusban (Marosvásárhely)

A romániai magyar művészettörténet ápolásának intézményi keretei az egyetemi és főiskolai művészettörténeti tanszékek, ahol időnként és részben magyarul is folyt oktatás. A kolozsvári egyetemen a művészettörténet oktatása csak 1920-tól, Coriolan Petranu kinevezésétől kapott intézményes keretet. 1940-ben a visszaköltözött magyar egyetemre Felvinczi Takács Zoltánt nevezték ki a művészettörténeti tanszék vezetőjének. 1945-től Entz Géza követte a Bolyai Tudományegyetemen 1950-ig; ugyanekkor nagy látogatottsága volt László Gyula művészettörténeti és régészeti előadásainak is. A következő években Szabédi László, Debreczeni László és – óraadóként – Pattantyús Károly tartott művészettörténeti előadásokat.
A kolozsvári Ion Andreescu Képzőművészeti Főiskolán 1949-től haláláig Borghida István, illetve Ditrói Ervin, majd Pattantyús Károly és Földes László tartott művészettörténeti-esztétikai előadásokat magyar nyelven, az 1980-as évek közepén óraadóként hasonlóképpen Kovács András, 1990-től pedig E. Szabó Ilona.
A Babeş-egyetemen 1948-tól – megszakításokkal – Virgil Vătăşianu adta elő az európai művészet, a bizánci művészet és a romániai művészet történetét. A román és magyar egyetem egyesítése után 1963-tól lehetővé vált a történészhallgatók művészettörténeti szakosítása is. Vătăşianu professzor vezetésével külön művészettörténeti munkaközösség jött létre a helybeli Történeti és Régészeti Intézetben, melynek munkatársai elsősorban az erdélyi művészettörténet kérdéseivel foglalkoztak. Ez az intézmény kínált keretet magyar munkatársai, így B. Nagy Margit és Kovács András tudományos munkásságához.
Az erdélyi magyar művészettörténeti irodalom eredetileg megelőzte az intézményes szakképző kereteket, s a 19-20. század fordulójának táján a helytörténeti irodalomból nőtt ki. A korra jellemzően művelői között találjuk a régész Pósta Bélát, a történész Szádeczky-Kardoss Lajost és tanítványát, Kelemen Lajost. Különösen Kelemen Lajosra jellemző, hogy intézményes művészettörténeti szakképzés lehetősége híján témáit közvetlenül a források felől, a hely-, birtok- és családtörténet, a címertan és a felirattan oldaláról közelítette meg a komplex módszer alkalmazásának erdélyi úttörőjeként. Hallatlan anyagismerete és személyiségének varázsa tette őt az erdélyi művészettörténeti irodalom meghatározó egyéniségévé, az EME általa vezetett levéltárának kutatótermét pedig a szakemberek nemzedékeinek kirepítő fészkévé. Az ő segítsége nélkül el sem képzelhető Bíró József, Balogh Jolán és Entz Géza szakmunkássága, akik – az első szakképzett művészettörténész nemzedék képviselőiként – éppen Kelemen Lajos hatására fordultak a levéltári források felé. Kós Károly a népművészet és tájtörténet felől közelítette meg Erdély műemlékeinek történetét, Debreczeni Lászlóban találva méltó folytatásra.
Külön művészettörténeti ágazat az egyházművészet, melynek jeles romániai magyar művelői közül Hirschler József, Gyárfás Tihamér és Némethy Gyula emelkedik ki írásaival.
Külön szépművészeti folyóirat Erdélyben kétszer is indult. A Hirschler József nevével jegyzett Művészeti Szalon Kolozsvárt hét évfolyamot ért meg (1926-1932), a Sütő András főszerkesztésében indult Művészet Marosvásárhelyen azonban mindössze két évfolyamon át jelentkezett (1958-1959).

## Képzőművészet
A művészettörténetben a képzőművészet terén egyetemes vonásokban az Erdélyre legközvetlenebb módon ható nagy stíluskorszakok tanulmányozása került a kutatás előterébe. Az egyháztörténet és egyházművészet kérdéseivel foglalkozott Hirschler József, Bíró Vencel, a Kelet művészetének hatásával Felvinczi Takács Zoltán, a protoreneszánsz úttörői – a Kolozsvári testvérek – kora művészetével László Gyula, középkori festőművészetünk kérdéseivel Kelemen Lajos, Darkó László. Szintézisre, összegező művek megírására vállalkozott Balogh Jolán, Bíró József.
Az erdélyi képírás önállósodása idején a biedermeier kor művészetét és a 19. század második felének történeti-alkotási kérdéseit tekintette át tanulmányaiban, forráskiadások előszavában Kelemen Lajos, Bíró Béla, M. Kiss Pál. Föltárásaik nyomán összefüggő kép alakult ki a Kolozsvári Normál Rajzoda működéséről, Kissolymosi Simó Ferenc, Sikó Miklós, Barabás Miklós, Dósa Géza, Vida Árpád művészetéről s a művek keletkezésének társadalmi hátteréről. Adatgazdag sajtója van az Erdély-részi Szépművészeti Társaság és a kolozsvári, ill. zilahi Fadrusz-szobrok fölavatásának; későbbi évfordulós megemlékezések kapcsán cikksorozatok idézik föl az eseményeket (Gyalui Farkas).
Kisebbségi sorsban, az I. világháborút követően az erdélyi képzőművészet magára-találásának igénye kapott hangot mozgósító fölhívásokban, tanulmányokban, esszékben (Dienes László, Kós Károly, Kováts József). Negyedszázad múltán már összegező írások is napvilágot látnak (Bíró Béla, Bíró József, László Gyula, Vásárhelyi Z. Emil).
A II. világháború után a nagybányai művésztelep történetének lezárult korszakát elemezte a művészeti történetírás (Borghida István, Murádin Jenő), majd a művészeti élet szervezeti kérdéseiről, a közös vállalkozásokról jelentek meg tanulmányok (Erdélyi Képzőművészeti Szalon, erdélyi magániskolák, Barabás Miklós Céh). Forráskiadványok, esszék Kántor Lajos, Ágopcsa Marianna, Ditrói Ervin, Nagy Pál, Jakobovits Miklós tollából, sorozatszerűen a művészeti kismonográfiák Banner Zoltán, Murádin Jenő, Gazda József, E. Szabó Ilona, Mezei József, Jánosházy György, Borghida István, Muhi Sándor és más műkritikusok összeállításában segítettek hozzá, hogy legalább fejezetrészeiben összefűzhető legyen képzőművészetünk története. A kutatók feladatuknak tekintették az Erdély különböző részein dolgozó – életművet teremtő – alkotók (Nagy István, Szervátiusz Jenő, Gy. Szabó Béla, Nagy Imre, Fülöp Antal Andor, Nagy Albert, Kós András, Mohy Sándor, Incze János) bemutatását, a nagybányai kolónia kései korszakához tartozók (Ziffer Sándor, Klein József, Krizsán János, Balla József, Vida Géza, Kazár László) méltatását, vagy akár a naiv művészet területén feltűnt Györkös Mányi Albert értékelését.
Ha a romániai magyar képzőművészet átfogó ismertetése még hiányzik is, nemcsak a művész-életrajzok feldolgozásai, hanem a sajtóban elszórtan megjelenő szakcikkek is bő anyagot szolgáltatnak annak kívánatos összeállítása számára. Az irodalmi lapok mellett a mindenes skálájú Korunk hasábjain is évtizedeken át gazdag képzőművészeti anyag gyűlt egybe: példákat meríthetünk belőle. Nemcsak a kritikusok, esztéták írásai szerepelhetnek forrásként, mint Borghida István Vida Gézáról, „Avas és Máramaros szobrászáról” szóló tanulmánya (1959/7-8), Vetró Artúr a grafikus Nagy Imréről (1963/12) vagy Hans Loew sorozatba foglalt közlése Nagy István festészetéről (1958/2), ill. Kazár László művészi útjáról (1962/12), továbbá kritikai ars poeticája Közérthetőség, humanizmus és formalizmus a képzőművészetben (1963/7) cím alatt. Sajátos értékű ugyanis, ha maguk a művészek értekeznek művészi felfogásukról, legyen az akár Szervátiusz Tibor Valóság és művészet c. tanulmánya (1966/9), akár Mohy Sándor vallomása Szín, folt és fantázia címmel (1967/5). Ide tartozik Nagy Albert utolsó beszélgetése, melyet László Gyula örökített meg (1972/8, 9) vagy Miklóssy Gábor állásfoglalása a művészi szépség és szellem rangja mellett (1987/11).
A Korunkban találkozunk összefoglaló kísérletekkel is, mint amilyen Rácz Győző Képzőművészeti kérdések a népfronti Korunkban (1976/1-2) c. írása, valamint Rácz Alberté a nagybányai festészet nyolc évtizedéről (1977/4). Tanulságos a lap Képzőművészetünk önismerete c. ankétja (1979/1-2), melyben Murádin Jenő, Mezei József, Banner Zoltán, Jakobovits Miklós, Ágopcsa Marianna, Boros Judit, Szilágyi Júlia, Váli József, Borghida István, Ditrói Ervin s emlékezéseivel Nagy Imre szólal meg a Korunk Galéria 101. kiállítása alkalmából.

## Építőművészet
Erdély építőművészetét összefüggően még nem írták meg, bár jelentős részlettanulmányok foglalkoznak a téma történeti, művelődési, művészettörténeti, néprajzi és építészeti megközelítésével már a múlt század közepétől kezdve.
Kővári László Erdély régiségei címmel 1852-ben, majd bővített 2. kiadásban Erdély építészeti emlékei címmel 1866-ban átfogó képet nyújtott az emlékek típusairól (római utakról, várnyomokról, várakról, erődökről, családi kastélyokról egészen a román vagy „goth ízlésű” templomokig, valamint sírdombokig), elsősorban az emlékekhez tapadó események kapcsán. Orbán Balázs A Székelyföld leírása (Budapest, 1868-73) és Malonyay Dezső A magyar nép művészete (Budapest, 1907-22) c. monumentális művei sok értékes építészettörténeti adatot is tartalmaznak, de az első műemlék-topográfiára, amely az erdélyi adatokat is felsorolja, csak 1906-ban került sor Gerecze Péter szerkesztésében (A műemlékek helyrajzi jegyzéke és irodalma. Magyarország Műemlékei II).
Az erdélyi építészet sajátosságait keresi, fedezi fel és népszerűsíti az építész-grafikus Kós Károly (Régi Kalotaszeg. Budapest, 1911; Erdély. Kolozsvár, 1929; A székely népi építészet. Budapest, 1944), serkentve az építészettörténeti szakírást, sőt magát az építkezést is. A művészettörténeti tudományosság erdélyi megalapítója, Kelemen Lajos, építészettörténeti dolgozataiban is jelentőset alkotott. Már 1905-ben a kolozsvári Bethlen-bástyáról ír, s korai dolgozatai közül kiemelkedő Adatok öt székelyföldi unitárius templom-kastély történetéhez c. értekezése (1916). Nyomában Bíró József ír Nagyvárad barokk és klasszikus művészeti emlékeiről, erdélyi kastélyokról, Erdély művészetéről, Balogh Jolán forrásértékű munkái jelennek meg (Márton és György kolozsvári szobrászok. Kolozsvár, 1934; Kolozsvár műemlékei. Budapest, 1935; Az erdélyi renaissance. Kolozsvár, 1943), jelentkezik Balogh Ilona (Magyar fatornyok. Budapest, 1935), Keöpeczi Sebestyén József (Régi székely népi eredetű műemlékeink. Kolozsvár, 1941), Entz Géza (A dési református templom. Kolozsvár, 1942; Szolnok-Doboka műemlékei. Dés-Kolozsvár, 1944), s már a kiemelt munkák címe is jelzi a terebélyesedő művészettörténeti tevékenységet.
Az összefoglalás igényével tárgyalja az erdélyi romanikát Entz Géza alapvető munkája (Die Baukunst Transsilvaniens im 11-13. Jahrhundert. Budapest, 1968). Ugyanő jelentős művet írt a gyulafehérvári székesegyházról (Budapest, 1958). Az erdélyi romanika emlékei példaként jelentkeznek Gerevich Tibor (Magyarország románkori emlékei. Budapest, 1938) és Rados Jenő (Magyar építészettörténet. 2. kiadás. Budapest, 1971) c. munkáiban is.
Az erdélyi gótikával foglalkozó átfogó alkotások közül kiemelkedik a Magyarországi művészet 1300-1470. c. összefoglaló mű Erdélyre vonatkozó része Entz Géza Antal tollából.
Az erdélyi reneszánszról már említést nyert Balogh Jolán alapvető alkotása. Ezt a témát folytatta Sebestyén György és Sebestyén Viktor (Arhitectura renaşterii în Transilvania. 1963), valamint B. Nagy Margit művészettörténeti tanulmányai az erdélyi reneszánszról és barokkról s erdélyi várakról, kastélyokról és udvarházakról (1970, 1973).
B. Nagy Margit továbbvezeti időben a kutatást a barokkon át az erdélyi klasszicizmus és romantika időszakáig, bemutatva a kor mesterköreit is (Stílusok, művek, mesterek. 1977). Erdély faragott kőszószékeit Murádin-Beyer Katalin veszi számba. A kolozsvári barokkról külön is értekezik Mircea Ţoca művészettörténész Clujul baroc (Kolozsvár, 1983) c. munkájában.
A 19-20. század fordulójának eklektikus, szecessziós és kezdeti modern építészeti kérdéseiről ír Balogh Ferenc a Korunk 1980-as évkönyvében, kolozsvári példákkal illusztrálva a bőséges és feldolgozatlan témát. A 19-20. század fordulójának szecessziós építészetéről, a nagyváradi és marosvásárhelyi alkotókról és alkotásokról Paul Constantin adott ki jelentős munkát (Arta 1900 în România. 1972). Magyar részről Gerle János, Kovács Attila és Makovecz Imre mutat be erdélyi építészeket és épületeket A századforduló magyar építészete (Budapest, 1990) c. kötetben. Erdélyi építészekről két kismonográfia is megjelent: Pál Balázsé Kós Károlyról (Budapest, 1971) és Balogh Ferencé Debreczeni Lászlóról (1983), mindkét munka építészmérnöki szempontból ismertet és értékel.
Stíluskorszaktól függetlenül írt és rajzolt könyvet Debreczeni László Erdélyi református templomok és tornyok (1929) címmel, Dávid László műtörténész-lelkész pedig Udvarhelyszék művészeti emlékeit dolgozta fel (1981), feltárva egy tájegység középkori műemlékanyagát. A jelentős és a kőépítészetben példamutató szász építészetből kapunk ízelítőt Juliana Fabritius-Dancu németül és románul is megjelent albumából (Nagyszeben, 1980), melyben a bemutatott szász parasztvárak akvarell képeit helytörténeti és építéstörténeti leírások kísérik.
A népi építészet kérdései néprajzi munkákban tűntek fel, de Erdély népi építészete címmel külön kötet is megjelent Kós Károly tollából (Budapest, 1989).